# Эггерт, Андерс
Андерс Эггерт (дат. Anders Eggert; род. 14 мая 1982, Орхус) — датский гандболист, левый крайний; тренер.

## Карьера
Клубная
Андреас Эггерт начинал профессиональную карьеру в составе клуба Воель. В течение 8 лет играл за разные Датские клубы Брабранд, Воель/Силькеборг, ГОГ. В 2006 году немецкий клуб Фленсбург-Хандевитт заключил с Андреасом Эггертом контракт. В Фленсубрге он провёл 2 сезона, где в чемпионате Германии сыграл 62 матча и забил 179 голов. В 2008 году Андреас Эггерт заключает контракт с клубом Скьерн, в котором он проводит один сезон. В 2009 году Андреас Эггерт возвращается в Фленсбург-Хандевитт, где в 2014 году он выиграл Лигу чемпионов ЕГФ. В 2016 году стало известно, что Андерс Эггерт с сезона 2017/18 станет игроком Скьерна
Международная
Андреас Эггерт играл за сборную Дании по гандболу. В составе сборной Дании Андреас Эггерт сыграл 160 матчей и забил 581 гол.

## Достижения
Командные
- Победитель чемпионата Дании: 2004, 2018
- Победитель Лиги чемпионов ЕГФ: 2014
- Обладатель кубка Германии: 2015
- Обладатель кубка Дании: 2003, 2005

Личные
- Лучший бомбардир Чемпионата мира: 2013
- Лучший бомбардир чемпионата Германии: 2011
- Лучший бомбардир чемпионата Дании: 2019

## Статистика
| Сезон        | Клуб                | Лига       | Матчи | Голы | 7-метр | Голы |
| ------------ | ------------------- | ---------- | ----- | ---- | ------ | ---- |
| 2006/07      | Фленсбург-Хандевитт | Бундеслига | 30    | 86   | 42     | 44   |
| 2007/08      | Фленсбург-Хандевитт | Бундеслига | 32    | 93   | 41     | 52   |
| 2009-10      | Фленсбург-Хандевитт | Бундеслига | 34    | 110  | 67     | 43   |
| 2010/11      | Фленсбург-Хандевитт | Бундеслига | 34    | 248  | 132    | 116  |
| 2011/12      | Фленсбург-Хандевитт | Бундеслига | 34    | 211  | 120    | 91   |
| 2012/13      | Фленсбург-Хандевитт | Бундеслига | 34    | 221  | 103    | 118  |
| 2013/14      | Фленсбург-Хандевитт | Бундеслига | 31    | 218  | 97     | 121  |
| 2014/15      | Фленсбург-Хандевитт | Бундеслига | 36    | 204  | 112    | 92   |
| 2015/16      | Фленсбург-Хандевитт | Бундеслига | 28    | 145  | 82     | 63   |
| 2016/17      | Фленсбург-Хандевитт | Бундеслига | 30    | 140  | 55     | 85   |
| 2006-по н.в. | Итого               | Бундеслига | 323   | 1676 | 851    | 825  |